# Dalyan
Dalyan est une ville du sud-ouest de la Turquie située dans la province de Muğla. À proximité se trouve la plage d'İztuzu (en), un des principaux sites de ponte de la Caouane en Méditerranée, protégé depuis 1988.

## Histoire

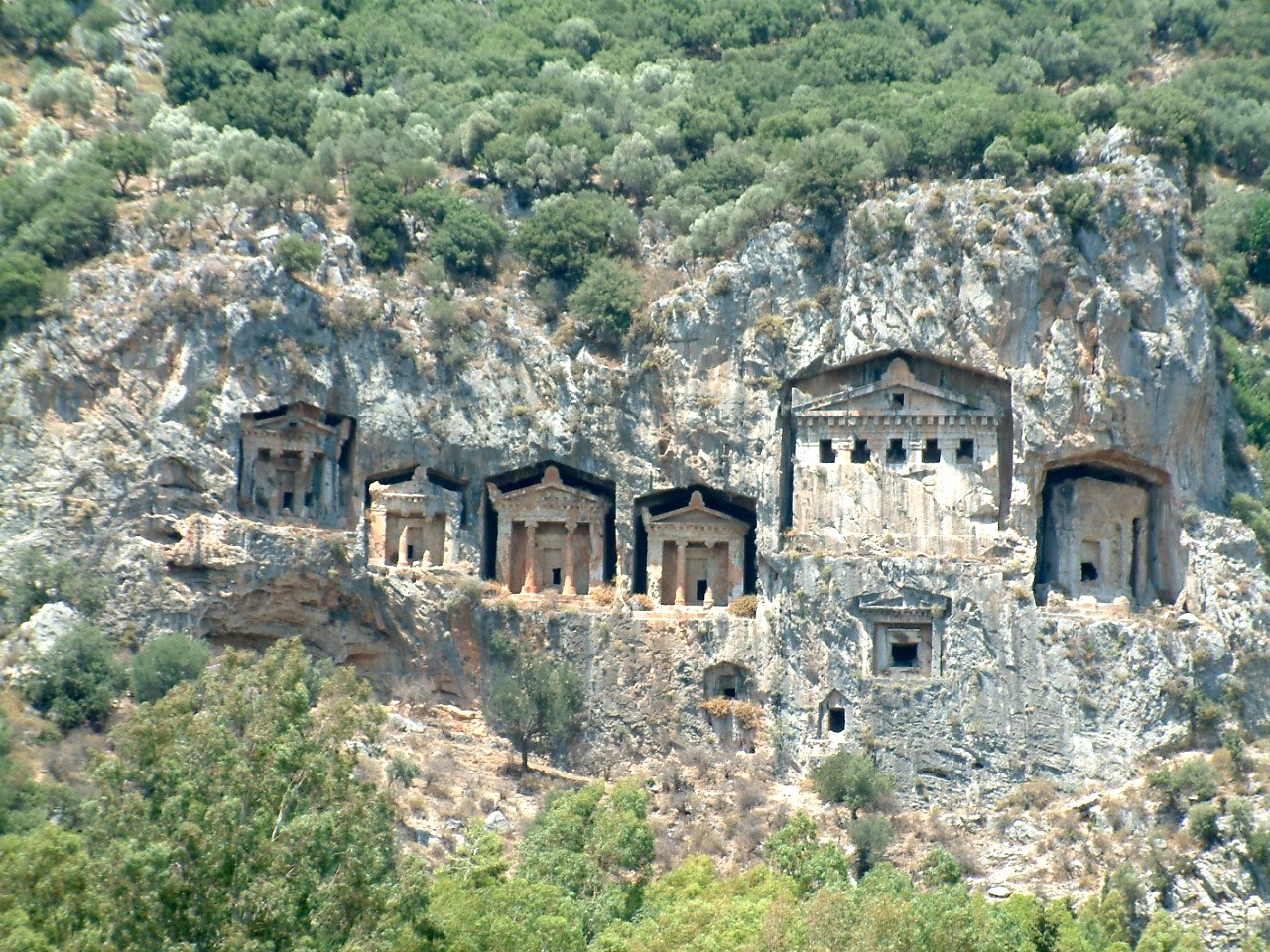
Tombeaux antiques lyciens à.